# 耶律褭履
耶律褭履（?—?），又作褭里，字海邻，一作德邻。辽国画家。契丹人，六院部夷離菫耶律蒲古只後裔。
辽兴宗重熙年间任同知点检司事官，驸马都尉萧胡睹为西夏人抓住，他奉诏索要，三返以归，转任永兴宫使、右祗候郎君班详稳。将娶秦晋长公主孙女，他母亲与公主婢有嫌隙，对耶律褭履：“能除掉这个婢女，才许你婚姻。”于是耶律褭履杀秦晋长公主婢，犯罪当斩，但因他画了一幅辽圣宗的肖像及《骏马图》进献而得以减罪充军，不久又被赦免招回画像，并任同知南院宣徽事的官职。多次出使宋朝。重熙十六年（1047年）曾使宋贺正，写宋仁宗御容以归。辽道宗清宁三年（1057年），再次出使北宋，宋仁宗设宴，因瓶花隔面，未得其真。陛辞，仅一视，用很短时间，即凭记忆画成一幅更逼真传神的宋仁宗肖像。耶律重元之乱，不即勤王。平定後入贺，辽道宗责让他。宴会时，辽道宗对耶律褭履说：“重元事成，卿必得为上客！”耶律褭履非常惭愧。咸雍年间，加太子太师，卒。文献著录有《高岗鹿鸣》。

## 延伸阅读
[在维基数据编辑]
 《遼史/卷86》，出自脱脱《遼史》